# Requiem (Popper)
Requiem, opus 66 is een compositie van de Boheemse cellist en componist David Popper.

## Geschiedenis
Popper schreef het werk ter nagedachtenis aan een vriend van hem, Daniel Rahter. Het werk beleefde haar première te Londen in het jaar 1891. In 1892 werd het werk gepubliceerd met het volgende gedicht bijgevoegd:

Trähnen, die Musik geworden,

Treue Freundschaft beut sie.

Liebe, die nie enden kann,

Treue Liebe weih't sie.
Freundesherz, das ausgerungen,

Nimm die kleine Gabe:

Was die Freundesseel' gesungen,

Töne, tröste, labe!

## Het werk
Het werk is geschreven voor drie violoncello's begeleid door houtblazers, timpaan en strijkers. Als tempo wordt andante sostenuto voorgeschreven. Het requiem begint in fis mineur, waarna dit overgaat in bes majeur en later weer teruggaat naar fis mineur.